# Cratere Ellsley
Ellsley  è un cratere sulla superficie di Marte.